# Джозеф Ротшильд
Джозеф Ротшильд (англ. Joseph Rothschild) (1931 — 30 січня 2000) — американський історик, професор історії та політології в Колумбійському університеті, спеціаліст з історії Центрально-Східної Європи.
1955 року розпочав свою кар'єру в Колумбійському університеті. Був одним з основних спеціалістів з історії та політики Центрально-Східної Європи.
У різний час був головою факультету політології Колумбійського університету: у 1971–1975, 1981–1982 та 1989–1991 роках.
Від 1978 року і до смерті займав кафедру «Class of 1919 Professor of Political Science».
Був членом Академії політологічних наук (англ. Academy of Political Science), Американської асоціації за розвиток слов'янських студій (англ. American Association for the Advancement of Slavic Studies), Польського інституту мистецтв та науки Америки (англ. Polish Institute of Arts and Sciences of America), Фі Бета Каппа та Американські професори за мир на Близькому Сході (англ. American Professors for Peace in the Middle East, тривалий час був одним з керівників цієї організації).
Був в редакційній колегії журналів Middle East Review та Political Science Quarterly.

## Книги
- Communist Party of Bulgaria (1959)
- Pilsudski's Coup D'État (1966)
- East Central Europe Between the Two World Wars (1974) (український переклад: Ротшильд, Джозеф. Східно-Центральна Європа між двома світовими війнами./ Пер. з англ. В. П. Канаша. — Київ: Мегатайп, 2001. — 496 с.)
- Ethnopolitics: A Conceptual Framework (1979)
- Return to Diversity: A Political History of East Central Europe Since World War II (1994, співавторство з Nancy M. Wingfield) (український переклад: Ротшильд Джозеф, Уїнгфілд Ненсі М. Повернення до різноманітності: політична історія Східно-Центральної Європи після Другої світової війни./ Пер. з англ. В. Т. Лапицького, С. М. Рябчук. — Київ: Мегатайп, 2004. — 384 с.)